# Distretto di Pizzighettone
Il distretto di Pizzighettone era il nome di un distretto ideato dal governo giacobino della Repubblica Cisalpina nel dipartimento dell'Alto Po. Come molti enti simili, ebbe una durata limitata nel tempo.

## Storia
La Costituzione della Repubblica Cisalpina progettò un nuovo ordinamento degli enti locali lombardi, partendo dal presupposto di una nuova geografia basata su una razionalizzazione illuministica anziché sui retaggi di secoli di storia. La funzione dei distretti sarebbe divenuto quello di svolgere le più alte funzioni municipali nelle aree di notevole parcellizzazione comunale.
Il distretto in oggetto venne classificato col numero 17.
Definito dalla legge 6 germinale anno VI, l'ente non riuscì ad avere una vera applicazione fino al golpe militare che riversò il governo giacobino sostituendolo con uno più finalizzato ad ottenere risparmi per la guerra. Il distretto, col numero 13, fu ampliato tornando grossomodo ai suoi confini storici.

## Territorio
Il territorio del distretto si basava su Pizzighettone e su parte della vecchia delegazione VI della provincia di Cremona, e sulla totalità di essa dopo il golpe del 1798, che gli consegnò questi comuni: Pizzighettone con Gera e Regona, Crotta d’Adda, Acqua negra, Sesto, Fengo, Grumello, Zanengo, San Bassano, Formigara, Cornaletto, Cava Curta, Lardera con Cassina Campagnola, Maccastorna con Cavo Meleto, Castelnovo Bocca d’Adda, Corno vecchio, Maleo con Carzaniga, Moraro e Trecchi, Spinadesco, Ca nova del Morbasco, Cavatigozzi con Passirano, Breda lunga.